# Kazimierz Zarzycki (polityk)
Kazimierz Zarzycki (ur. 26 września 1939 w Tuczempach, zm. 16 kwietnia 2020 w Katowicach) – polski polityk, przedsiębiorca, dziennikarz, poseł na Sejm IV kadencji.

## Życiorys
Syn Antoniego i Agnieszki. W 1963 ukończył w studia na Wydziale Przemysłu Wyższej Szkoły Ekonomicznej w Katowicach, a w 1969 Centralną Szkołę Partyjną przy KC PZPR. W latach 1963–1966 był starszym asystentem w Katedrze Ekonomii Politycznej Wyższej Szkoły Ekonomicznej w Katowicach. W latach 1969–1971 był pracownikiem politycznym i osobistym sekretarzem pierwszego sekretarza Komitetu Wojewódzkiego PZPR w Katowicach Edwarda Gierka.
Członek Związku Młodzieży Socjalistycznej (1957–1966), drugi sekretarz zarządu uczelnianego ZMS w WSE w Katowicach (1959–1962). Od 1961 do rozwiązania należał do Polskiej Zjednoczonej Partii Robotniczej. Był pierwszym sekretarzem podstawowej organizacji partyjnej PZPR studentów i młodszych pracowników nauki WSE (1962–1966), członkiem egzekutywy POP PZPR przy Polskim Radiu w Katowicach (1967–1968), pierwszym sekretarzem POP PZPR w Centralnej Szkole Partyjnej przy KC PZPR (1968–1969), członkiem komitetu dzielnicowego, a następnie komitetu miejskiego PZPR w Katowicach (1973–1977), członkiem Prezydium Wojewódzkiej Komisji Kontroli Partyjnej w Katowicach (1979–1981).
W latach 1966–1990 pracował w mediach państwowych. Był publicystą katowickiej rozgłośni Polskiego Radia (1966–1969), redaktorem naczelnym katowickiego dziennika „Wieczór” (1972–1979), zastępcą redaktora naczelnego „Trybuny Robotniczej” (1980), naczelnym redaktorem Ośrodka Telewizji Katowice (1981), komentatorem do spraw międzynarodowych „Trybuny Robotniczej” (1982) oraz redaktorem naczelnym tygodnika społeczno-kulturalnego „Tak i Nie” (1983–1990) i kwartalnika społeczno-artystycznego „Tak i Nie – Śląsk”.
Członek zarządu głównego Stowarzyszenia Dziennikarzy Polskich (1973–1980), od 1982 członek Stowarzyszenia Dziennikarzy PRL (w latach 1987–1989 zasiadał w jego zarządzie głównym). Od 1982 działacz Patriotycznego Ruchu Odrodzenia Narodowego (w latach 1987–1989 przewodniczący rady wojewódzkiej PRON w Katowicach oraz członek Komitetu Wykonawczego Rady Krajowej PRON). W latach 1986–1989 członek Rady Społeczno-Gospodarcza przy Sejmie PRL. Od 1983 był członkiem rady społecznej przy Akademii Ekonomicznej im. Karola Adamieckiego w Katowicach.
Od 1990 do 2001 był prezesem i prokurentem spółki prawa handlowego „Monopol”. Był radnym miasta Katowice. W latach 2001–2005 sprawował mandat posła na Sejm IV kadencji z ramienia Sojuszu Lewicy Demokratycznej (wybranego w okręgu bielskim). W 2005 wycofał się z polityki, wracając do przedsięwzięć biznesowych i działalności publicystycznej.
Autor ponad 1100 artykułów publicystycznych z zakresu problematyki politycznej, społeczno-gospodarczej i międzynarodowej, wywiadów, esejów i artykułów problemowych, opublikowanych m.in. w „Trybunie Robotniczej”, „Tak i Nie” i „Wieczorze”. Jako korespondent autor około 200 tekstów z krajów europejskich oraz z Urugwaju, Brazylii, Turcji, Japonii i Filipin. Autor kilkuset audycji radiowych oraz ponad 100 programów telewizyjnych i kilku filmów dokumentalnych.
Zmarł 16 kwietnia 2020. Został pochowany 20 kwietnia 2020 na Cmentarzu Przemienienia Pańskiego w Żywcu.

## Odznaczenia i wyróżnienia
- Krzyż Komandorski Orderu Odrodzenia Polski (1999)[5]
- Krzyż Oficerski Orderu Odrodzenia Polski
- Krzyż Kawalerski Orderu Odrodzenia Polski
- Srebrny Krzyż Zasługi
- Medal 40-lecia Polski Ludowej
- Złoty Medal „Za zasługi dla obronności kraju”
- Odznaka „Zasłużony Działacz Kultury”
- Złota Odznaka „Zasłużony w rozwoju województwa katowickiego”
- Krzyż „Za Zasługi dla ZHP”
- Złote Odznaczenie im. Janka Krasickiego
- Nagroda Wojewody Katowickiego (1976, 1984)
- Nagroda Miasta Katowice (1977)
- Nagroda Prezesa Zarządu Głównego Robotniczej Spółdzielni Wydawniczej „Prasa-Książka-Ruch” (1985)
- Medal Czechosłowackiego Związku Młodzieży